# Bembidion hajeki
Bembidion hajeki is een keversoort uit de familie van de loopkevers (Carabidae). De wetenschappelijke naam van de soort is voor het eerst geldig gepubliceerd in 2008 door Toledano & Schmidt.